# Европско првенство у атлетици у дворани 1970 — 60 метара препоне за жене
Такмичење у дисциплини трчања на 60 метара са препонама у женској конкуренцији на првом Европском првенству у атлетици у дворани 1970. одржано је у Градској дворани у Бечу 14. и 15. марта. Учествовало је 14 атлетичарки из 13 земаља.
Ово је била једна од пет дисциплина у којој је постигнут (изједначен) светски рекорд и то три пута у квалификацијама совјетска атлетичарка Лиа Хитрина, а у финалу поново Хитрина и власница светског рекорда Карин Балцер.

## Земље учеснице
| - Аустрија (1) - Бугарска (1) - Чехословачка (1) - Источна Немачка (2) - Холандија (1) | - Мађарска (1) - Пољска (2) - Румунија (1) - Совјетски Савез (1) | - Југославија (1) - Швајцарска (1) - Уједињено Краљевство (1) - Западна Немачка (2) |

## Рекорди
Извор:
| Светски рекорд                                              | Карин Балцер                             | Источна Немачка                          | 8,2                                      | Косфорд, Уједињено Краљевство            | 21. фебруар 1970.                        |                                          |                                          |
| Европски рекорд у дворани                                   | Карин Балцер                             | Источна Немачка                          | 8,2                                      | Косфорд, Уједињено Краљевство            | 21. фебруар 1970.                        |                                          |                                          |
| Рекорди европских првенстава у дворани                      | Ово је прво Европско првенство у дворани | Ово је прво Европско првенство у дворани | Ово је прво Европско првенство у дворани | Ово је прво Европско првенство у дворани | Ово је прво Европско првенство у дворани | Ово је прво Европско првенство у дворани | Ово је прво Европско првенство у дворани |
| Рекорди после завршеног Европског првенства у дворани 1970. |                                          |                                          |                                          |                                          |                                          |                                          |                                          |
| Светски рекорд                                              | Лиа Хитрина                              | Совјетски Савез                          | =8,2 кв.                                 | Беч, Аустрија                            | 15. март 1970.                           |                                          |                                          |
| Светски рекорд                                              | Карин Балцер                             | Источна Немачка                          | =8,2 фин.                                | Беч, Аустрија                            | 15. март 1970.                           |                                          |                                          |
| Европски рекорд у дворани                                   | Лиа Хитрина                              | Совјетски Савез                          | =8,2 кв.                                 | Беч, Аустрија                            | 15. март 1970.                           |                                          |                                          |
| Европски рекорд у дворани                                   | Карин Балцер                             | Источна Немачка                          | =8,2 фин.                                | Беч, Аустрија                            | 15. март 1970.                           |                                          |                                          |
| Рекорди европских првенстава у дворани                      | Лиа Хитрина                              | Совјетски Савез                          | 8,2 кв.                                  | Беч, Аустрија                            | 15. март 1970.                           |                                          |                                          |
| Рекорди европских првенстава у дворани                      | Карин Балцер                             | Источна Немачка                          | =8,2 фин.                                | Беч, Аустрија                            | 15. март 1970.                           |                                          |                                          |

## Освајачице медаља
|                                  |                                 |                            |
| Карин Балцер 8,2 Источна Немачка | Лиа Хитрина 8,2 Совјетски Савез | Тереза Сукњевич 8,5 Пољска |

## Резултати
У ово дисциплини су одржане три трке: квалификације и полуфинале 14. марта и финале 15. марта.

### Квалификације
У квалификацијама такмичарке су биле подељене у три групе: прва и друга са пет, и трећа са 4 такмичарке. У полуфинале су се квалификовале по четири првопласиране из све три групе (КВ).
| Позиција | Група | Атлетичар          | Националност         | Време | Белешка                  |
| -------- | ----- | ------------------ | -------------------- | ----- | ------------------------ |
| 1.       | 2     | Лиа Хитрина        | Совјетски Савез      | 8,2   | КВ =СРд, =ЕРд, РЕПд, НРд |
| 2.       | 1     | Карин Балцер       | Источна Немачка      | 8,3   | КВ                       |
| 3.       | 1     | Мери Питерс        | Уједињено Краљевство | 8,5   | КВ                       |
| 4.       | 1     | Мета Антенен       | Швајцарска           | 8,5   | КВ                       |
| 5.       | 2     | Mieke Sterk        | Холандија            | 8,5   | КВ                       |
| 6.       | 2     | Тереса Новак       | Пољска               | 8,5   | КВ                       |
| 7.       | 2     | Милена Пијацкова   | Чехословачка         | 8,6   | КВ                       |
| 8.       | 3     | Тереза Сукњевич    | Пољска               | 8,6   | КВ                       |
| 9.       | 1     | Иванка Кошничарска | Бугарска             | 8,7   | КВ                       |
| 10.      | 3     | Хајде Розендал     | Западна Немачка      | 8,6   | КВ                       |
| 11.      | 1     | Емина Пилав        | СФРЈ                 | 8,7   |                          |
| 12.      | 2     | Каталин Балог      | Мађарска             | 8,7   |                          |
| 13.      | 3     | Валерија Бутану    | Румунија             | 9,2   | КВ                       |
| 14.      | 3     | Криста Кнепел      | Аустрија             | 9,3   | КВ                       |

### Полуфинале
Полуфиналисткиње су биле подељени у две групе по шест атлетичарки, а за шест места у финалу су се пласирале по три првопласиране из обе групе (КВ).
| Позиција | Група | Атлетичар          | Националност         | Време           | Белешка         |
| -------- | ----- | ------------------ | -------------------- | --------------- | --------------- |
| 1.       | 1     | Лиа Хитрина        | Совјетски Савез      | 8,3             | КВ              |
| 2.       | 2     | Карин Балцер       | Источна Немачка      | 8,3             | КВ              |
| 3.       | 1     | Тереса Новак       | Пољска               | 8,5             | КВ              |
| 4.       | 1     | Mieke Sterk        | Холандија            | 8,5             | КВ              |
| 5.       | 2     | Тереса Сукњевич    | Пољска               | 8,5             | КВ              |
| 6.       | 1     | Иванка Кошничарска | Бугарска             | 8,7             | КВ              |
| 7.       | 1     | Мери Питерс        | Уједињено Краљевство | 8,7             |                 |
| 8.       | 2     | Милена Пијацкова   | Чехословачка         | 8,7             |                 |
| 9.       | 2     | Мета Антенен       | Швајцарска           | 8,7             |                 |
| 10.      | 2     | Валерија Бутану    | Румунија             | 8,9             |                 |
| 11.      | 2     | Криста Кнепел      | Аустрија             | 9,2             |                 |
| 12.      | 1     | Хајде Розендал     | Западна Немачка      | Није стартовала | Није стартовала |

### Финале
| Пласман | Атлетичар          | Земља           | Резултат | Белешка                 |
| ------- | ------------------ | --------------- | -------- | ----------------------- |
|         | Карин Балцер       | Источна Немачка | 8,2      | =СРд, =ЕРд, =РЕПд, =НРд |
|         | Лиа Хитрина        | Совјетски Савез | 8,2      | =СРд, =ЕРд, =РЕПд, =НРд |
|         | Тереза Сукњевич    | Пољска          | 8,5      |                         |
| 4.      | Тереса Новак       | Пољска          | 8,5      |                         |
| 5.      | Mieke Sterk        | Холандија       | 8,6      |                         |
| 6.      | Иванка Кошничарска | Бугарска        | 8,8      |                         |